# Кохинхин карликовый

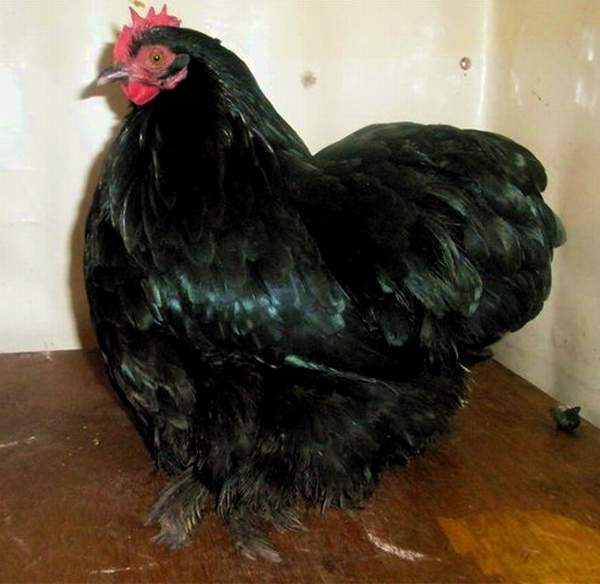
Петух чёрного окраса

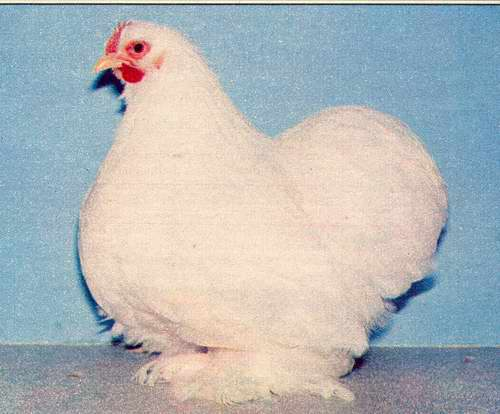
Курица белого окраса

Кохинхин карликовый — декоративная порода кур китайских императоров. 
Изначально эта птица разводилась только в летнем дворце китайского императора. Пара палевых кур под названием «пекинская бентамка» была подарена английской королеве в 1860 году в знак примирения после окончания англо-китайской войны. Из Англии карликовые кохинхины в начале 20 века широко распространились по всей Европе.
Кохинхин карликовый — не уменьшенная копия обычных кохинхинов, а самостоятельная порода.

## Продуктивность
Петух весит 0,8 кг, курица — 0,7 кг. Яйценоскость 50—80 яиц, скорлупа от кремовой до светло-коричневого цвета. Минимальная масса яйца 30 г.

## Особенности породы
Отличительная черта — мягкое оперение, напоминающее пух. Курочки выглядят массивнее петуха. Птица быстро становится ручной, является спокойной надёжной наседкой. Порода очень удобна для разведения на небольших выгулах.
Окраска оперения может быть разнообразной: палевая, белая, чёрная, полосатая, голубая, куропатчатая, берёзовая, коричневая с подковообразным окаймлением. Вследствие обильного мягкого оперения и круглой формы карликовые кохинхины выглядят массивными и круглыми.
Корпус короткий, широкий, глубокий, слегка наклоненный вперёд. Фигура низкая, коренастая. Оперение поясницы очень пышное, хвост напоминает шарик.
Небольшая голова, маленький листовидный гребень. Глаза красного цвета. Мочки, серёжки — красные. Голени покрыты мягким оперением, в котором полностью исчезает оперение плюсен в виде «манжет». Плюсны короткие. Создаётся впечатление, что птица «ползает», а не ходит, так как совсем не видно ног.